# Gizama midasalis
Gizama midasalis là một loài bướm đêm trong họ Erebidae.